# تيمان (إدوم)
تيمان (بالعبرية: תימן‏)، إحدى قبائل مملكة إدوم وفقًا للكتاب المقدس، وكذلك تيمان مدينة توراتية قديمة في البتراء العربية. ويستعمل المصطلح تقليديًا في عبرية التوراة بمعنى جهة الجنوب الجغرافي، وأيضاً للإشارة إلى بلاد اليمن نظرًا لموقعها في الطرف الجنوبي من شبه الجزيرة العربية، ولذلك يُسمى يهود اليمن بالعبرية "تيمانيم".
يرد اسم تيمان في سفر التكوين 36: 15 كاسم علم ويقصد به ابن أليفاز (وأليفاز هو الابن الأكبر لعيسو). يقال إن أليفاز (صديق أيوب) كان من تيمان (سفر أيوب 2: 11).

## الموقع الجغرافي
بحسب الكاتب W. Ewing في موقع bibleatlas.org، فإن كلمة تيمان (תימן) تعني "يميناً" أي "جنوباً" وهو اسم منطقة وبلدة في أرض إدوم، سميت بذلك نسبة إلى تيمان بن أليفاز بن عيسو. حيث يرد اسم دوق تيمان بين رؤساء أو قبائل إدوم. وكان حُوشَام من أرض التيمانيين، أحد ملوك إدوم القدماء. ويفيدنا سفر عوبديا (1: 9) أن تيمان كان في أرض عيسو (إدوم). وورد ذكره في سفر عاموس (1: 12) إلى جانب بلدة بصيرا عاصمة إدوم.
في سفر حزقيال (25: 13) تم إعلان الخراب على إدوم: "مِنَ التَّيْمَنِ وَإِلَى دَدَانَ يَسْقُطُونَ بِالسَّيْفِ". ولذلك قيل بما أن ددان (حالياً العُلا في السعودية) في الجنوب، بالتالي يجب أن تكون تيمان في الشمال، ولكن ليس ثمة إجماع على ذلك. ددان هي في الواقع في شمال الجزيرة العربية، وترتبط بشعوب آشور أو آشور وقبائل شمالية أخرى (التكوين 25: 3). ويرد ذكر ددان بالقرب من تيمان (إرميا 25: 23)؛ وعندما صدر الحكم الإلهي على إدوم، يتم تحذر شعب ددان للابتعاد؛ أي التراجع إلى الصحراء (إرميا 49: 8)، وهذا الفهم لهوية ديدان يتوافق مع تيمان الجنوبية.
يذكر يوسابيوس في كتابه عن أسماء المواضع (الأونوماستيكون) موضعاً في منطقة جبالين (Gebalene) تسمى ثيمان (Theman)، وكذلك بلدة تحمل نفس الاسم احتلتها حامية رومانية على بعد 15 ميلاً من البتراء. لسوء الحظ لم يزودنا يوسابيوس بأي إشارة عن الاتجاه ولم يُعثَر على أي أثر لهذا الاسم حتى الآن. ولعل ثيمان هذه كانت على الطريق من أيلة إلى بصيرا.
يبدو أن سكان تيمان كانوا مشهورين بالحكمة (إرميا 49: 7؛ عوبديا 1: 8). وكان أليفاز التيماني رئيس معزيي أيوب (2: 1 إلخ). إن طريقة ذكر مدينة تيمان، تارة بمفردها وأخرى بوصفها ضمن إدوم، توضح مدى أهمية المدينة في ذلك الوقت.
وفقًا لبعض علماء الكتاب المقدس، كانت تيمان مدينة في أرض أوز. جاء في كتاب "The Comprehensive Commentary on the Holy Bible" أنه "في كل التاريخ العبري تقريبًا، كان اليهود ينظرون إلى أوز أو إدوم بنفس الإعجاب الذي كان الرومان ينظرون به إلى اليونان؛ فقد كانت مدينة تيمان التي ينتمي إليها أليفاز، تعد بمثابة أثينا بالنسبة لأهل البتراء العربية". 
وتشير الموسوعة اليهودية إلى أن الأنساب الكتابية والإشارات إلى اسم "تيمان": "تثبت أن تيمان كانت من أهم قبائل مملكة إدوم، وهذا ما يؤكده استخدام كلمة "تيمان" كمرادف لإدوم نفسها (سفر عاموس 1: 12؛ عوبديا 9؛ وانظر سفر إرميا 49: 20، 22؛ سفر حبقوق 3: 3). واشتهر التيمانيون بحكمتهم (إرميا 49: 7؛ باروخ 3: 22)".
لا يزال الموقع الدقيق لتيمان مجهولاً، ولكن هناك احتمال أنه إذا كانت مدينة تيمان موجودة كموقع دائم للرعاة في زمن أيوب، فهي معان الحالية في الأردن. فالموضع المحتمل لتيمان الذي يقترحه موقع bibleatlas.org هو بالقرب من مدينة معان الأردنية.
وثمة أدلة قوية أخرى على احتمال أن تيمان هي معان الحديثة. حيث تفيد معلومات بأن الدولة التي قامت في جنوب الجزيرة العربية في اليمن خلال عام 1200 قبل الميلاد بسطت نفوذها في الشمال وجعلت من مدينة معان مركزا تجاريا وسياسيا. وحازت المدينة مكانة مرموقة لغزارة مياهها. فظهر فيها مجتمع سكاني تحوطه الصحراء من كل جانب، ومن هنا أهمية الموقع، إذ أصبح محطة للقوافل بين الجزيرة العربية والشام التي كانت تستريح فيها وتتزود بالمياه والغذاء.